# Schlacht bei Gaza (1239)
In der Schlacht bei Gaza am 13. November 1239 unterlag ein Teilheer des Kreuzzugs der Barone unter der Führung Theobalds IV. von Champagne den ägyptischen Ayyubiden.

## Vorgeschichte
Nachdem im Juli 1239 der von Kaiser Friedrich II. 1229 mit den Muslimen geschlossene Friedensvertrag auslief, war ein französisches Kreuzfahrerheer unter dem Grafen Theobald IV. von Champagne, der auch König von Navarra war, im September 1239 in Akkon eingetroffen, wo er von den Kontingenten der lokalen Barone des Königreichs Jerusalem sowie der drei Ritterorden (Templer, Johanniter, Deutschritter) verstärkt wurde.
Am 2. November rückte das Kreuzfahrerheer mit etwa 4000 Mann von Akkon nach Askalon aus, wo man die Festung wiedererrichten wollte, um die Südflanke des Reiches gegen die Ägypter zu sichern. Später plante man Damaskus zu belagern. Unterwegs berichteten Späher des Barons Peter von Dreux diesem, dass sich ein großer Konvoi mit Herdentieren auf dem Weg nach Damaskus in Reichweite der Kreuzfahrer befinde. Anstatt den anderen Kreuzfahrern davon zu berichten, verließ Peter daraufhin mit etwa 200 Rittern oder Berittenen seines Kontingents abends das Lager der Kreuzfahrer und legte dem Konvoi am nächsten Morgen einen Hinterhalt. Nach erbittertem Kampf besiegte er die damaszenische Eskorte des Konvois und kehrte mit der erbeuteten Herde zum Hauptheer zurück, wo diese als frischer Proviant sehr willkommen war.
Nachdem die Kreuzfahrer am 12. November Jaffa passiert hatten, erreichte sie die Nachricht, der Sultan von Kairo habe ein Heer nach Gaza entsandt, um die ägyptische Grenze gegen die Kreuzfahrer zu schützen. Einige Barone, ihnen voran Amalrich VII. von Montfort und Heinrich II. von Bar, entschlossen, aus Neid auf Peters Ruhm aus dessen Überfall, der Hauptarmee voraus zu eilen, den Feind anzugreifen und in Askalon wieder zum Hauptheer zu stoßen. Unter ihnen waren auch Herzog Hugo IV. von Burgund, Vizegraf Richard II. von Beaumont, die lokalen Barone Walter von Jaffa, Balian von Sidon, Johann von Arsuf, der Konstabler von Jerusalem Odo von Montbéliard sowie viele niedere Adlige, insgesamt etwa 400 bis 600 Mann.
Der Anführer des Kreuzzugs, Theobald von Champagne, ebenso wie Peter von Dreux und die Großmeister der drei Ritterorden protestierten ausdrücklich gegen diesen Plan. Das Heer solle besser als Ganzes nach Askalon marschieren und von dort aus den Feind stellen, falls dies machbar erscheine. Die abenteuerlustigen Barone hörten aber nicht auf ihren Anführer, selbst Theobalds Mahnung, sie mögen sich an ihren Kreuzfahrereid erinnern, half nicht. Die Rebellen missachteten nicht nur Theobald als Führer des Kreuzzugs, sondern unter ihnen waren sogar Vasallen Theobalds.

## Expedition nach Gaza
Dieses Teilheer ritt die ganze Nacht durch, passierte Askalon und erreichte einen Fluss, der damals die Grenze zwischen dem Königreich Jerusalem und dem Ayyubiden-Sultanat Kairo bildete. Walter von Jaffa schlug vor, sich nach Askalon zurückzuziehen und dort zu rasten, auch seien die Pferde müde. Aber die anderen Barone bestanden darauf weiter Richtung Gaza vor zu rücken. Die Flussüberquerung wurde von Walter von Jaffa militärisch gesichert. Kaum hatten die Kreuzfahrer den Fluss überquert, rasteten sie, breiteten ihre nasse Kleidung aus und speisten. Für diese Rast hatten sie einen denkbar schlechten Ort gewählt: Ein flaches, von Dünen umgebenes Terrain. In grober Fahrlässigkeit unterließen sie die militärische Sicherung ihrer Rast im Feindesland. Nicht einmal Walter von Jaffa, der die Flussüberquerung noch professionell gesichert hatte, entsandte Patrouillen oder zumindest Wachposten auf die umliegenden Dünen.
Der ägyptische Heerführer ging sorgfältiger vor. Bald hatten seine Späher die Kreuzfahrer gesichtet und ägyptische Armbrustschützen und Schleuderer die umliegenden Dünen besetzt. Die Männer Walters von Jaffa entdeckten die ayyubidischen Truppen als Erste. Dieser rief die Kreuzfahrer zu den Waffen und deren Anführer zum Kriegsrat. Walter von Jaffa und Hugo von Burgund sprachen sich dafür aus, nach Askalon zu fliehen. Amalrich von Montfort und Heinrich von Bar waren dagegen – da sie befürchteten, die Fußsoldaten würden auf der Flucht dem Feind zum Opfer fallen. So flohen Walter und Hugo nach Askalon (wahrscheinlich auch Balian von Sidon, Johann von Arsuf und Odo von Montbéliard). R. Wolff vermutet, die lokalen Barone hatten sich dieser Expedition nur angeschlossen, um deren Leichtsinn und Rücksichtslosigkeit einzudämmen und zogen sich zurück, als sich dies als unmöglich herausstellte.

## Die Schlacht
So stellten sich die verbliebenen Kreuzfahrer den Ägyptern zur Schlacht. Amalrich befahl den Armbrustschützen, die Feinde von den Dünen zu schießen. Dabei waren sie auch recht erfolgreich, bis ihnen die Armbrustbolzen ausgingen. Dann bemerkte Amalrich eine tiefe, enge Passage zwischen zwei Dünen, die seinen Truppen Deckung gegenüber dem feindlichen Beschuss bieten könnte. Die Ritter preschten vor und zerstreuten die dortige Infanterie. Inzwischen war auch die ägyptische Kavallerie eingetroffen. Anstatt den Fehler zu machen, gegen die schwer gerüsteten Ritter in der engen Passage zu stürmen, versuchten sie den altbewährten Trick des Scheinangriffs und vorgetäuschten Rückzugs. Die Ritter tappten in die Falle, ritten den scheinbar Fliehenden ungeordnet nach, und verließen dafür die Passage, die sogleich von ägyptischer Infanterie hinter ihnen geschlossen wurde.
Damit war die Schlacht entschieden. Die muslimische Kavallerie drehte um und umzingelte die Ritter. Viele wurden getötet, unter ihnen Graf Heinrich von Bar. Amalrich von Montfort, Richard von Beaumont, etwa 80 weitere Adlige und viele sonstige Soldaten wurden gefangen genommen.

## Folgen
Als das Hauptheer der Kreuzfahrer in Askalon eintraf, begegnete es Walter und Hugo, die von der verzweifelten Situation Amalrichs und Heinrichs berichteten. Daraufhin rückte das Hauptheer, der Deutschritterorden in der Vorhut, Richtung Gaza vor. Bald trafen sie auf verstreute Flüchtlinge, dann auf deren muslimische Verfolger. Das ägyptische Heer war nicht stark genug, es mit dem gesamten Kreuzfahrerheer aufzunehmen und zog sich hastig nach Gaza zurück, während die Kreuzfahrer das leichenübersäte Schlachtfeld besetzten. Theobald von Champagne beabsichtigte das feindliche Heer zu verfolgen, verzichtete aber darauf, als die Großmeister der Templer und Johanniter ihm die Vermutung äußerten, die Muslime würden ihre Gefangenen im Falle eines Angriffs töten. So zogen die Kreuzfahrer wieder nach Askalon ab.
Die Schlacht bei Gaza und das vorangegangene Gefecht unter Peter von Dreux sollten die einzigen Schlachten dieses Kreuzzugs bleiben. Im August 1240 verständigten sich die Kreuzfahrer mit Sultan as-Salih Ayyub von Kairo, der sich im Bürgerkrieg mit seinem Onkel, Sultan as-Salih Ismail von Damaskus, befand. Bis Anfang 1241 wurden die in der Schlacht gefangen genommenen Kreuzfahrer schließlich freigelassen.